# Jim Pollard

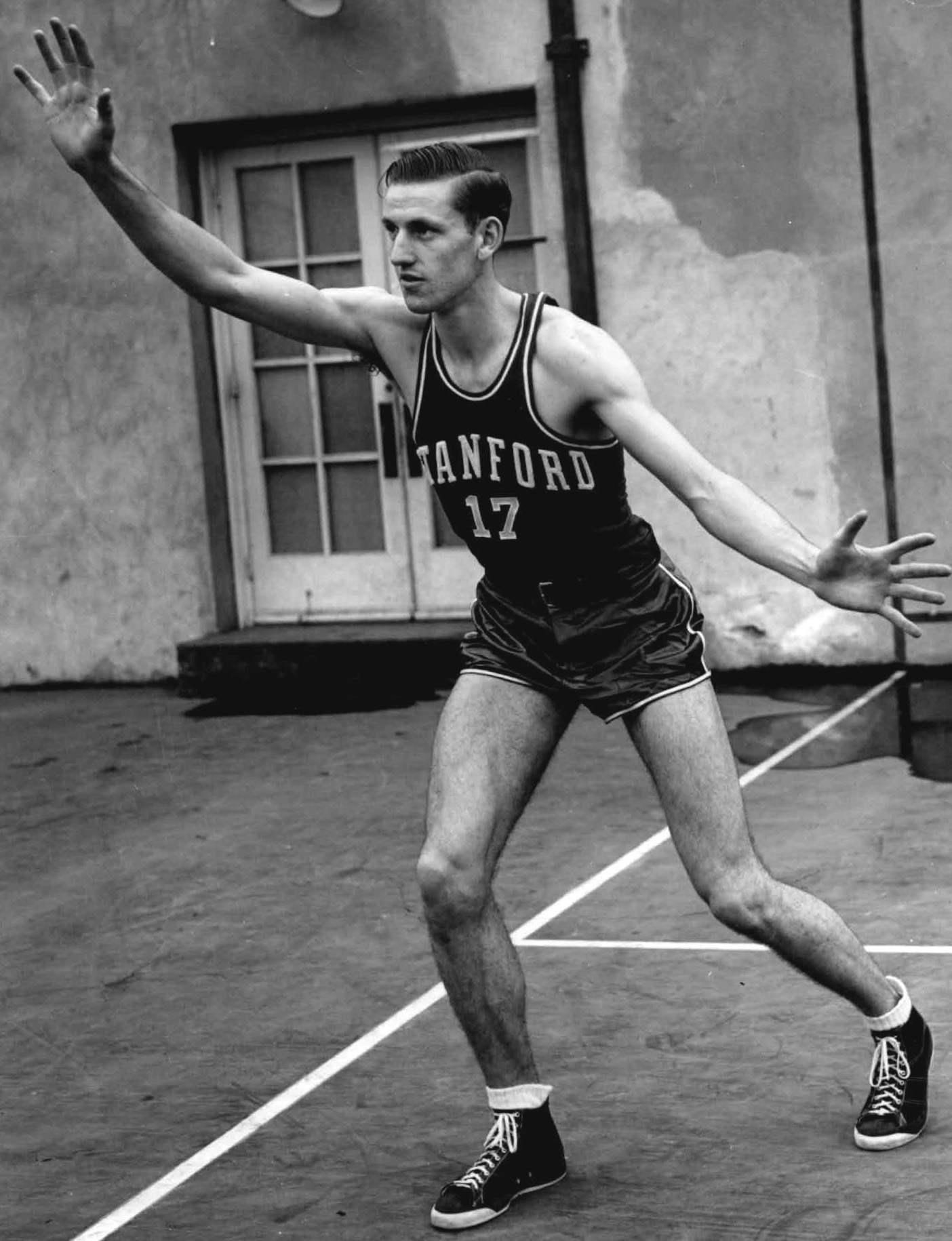
Pollard w barwach uczelni Stanford (1942)

James Clifford „Jim” Pollard (ur. 9 lipca 1922 w Oakland, zm. 22 stycznia 1993 w Stockton), amerykański koszykarz, środkowy. Pięciokrotny mistrz NBA. Członek Basketball Hall of Fame. 
Mierzący 193 cm wzrostu koszykarz studiował na Stanford University i w 1942 został mistrzem rozgrywek uniwersyteckich (NCAA). W 1948 został koszykarzem Minneapolis Lakers – w klubie tym spędził całą karierę w NBA (do 1955). Z Lakers zdobył pięć tytułów  mistrzowskich (1949-50, 1952-54). Cztery razy brał udział w NBA All-Star Game. Nominowany do 1. piątki NBA w 1950. 
Na parkietach NBA zdobyte 6522 punkty. 

## Osiągnięcia

### NCAA
- Mistrz NCAA (1942)[5]
- Wybrany do:
  - składu:
    - All-American (1942)[6]
    - All-Pacific Coast

  - Akademickiej Galerii Sław Koszykówki (2006)[7]
  - Galerii Sław Sportu:
    - uczelni Stanford
    - Bay Area
    - Konferencji Pac-12 (Pac-12 Hall of Honor)

### AAU
- 2-krotny finalista AAU[8]
- 2-krotny MVP AAU (1946-47)
- 2-krotny lider strzelców AAU (1946-47)
- 2-krotnie wybierany do AAU All-America (1946-47)[8]

### NBL
- Mistrz NBL (1948)[9]
- Zwycięzca turnieju World Professional Basketball Tournament (1948)[10]
- Zaliczony do:
  - I składu:
    - NBL (1948)[11]
    - turnieju World Professional Basketball (1948)[10]

### BAA/NBA
- 5-krotny Mistrz BAA/NBA (1949–1950, 1952–1954)[12]
- Uczestnik meczu gwiazd:
  - NBA (1951–1952, 1954–1955)[13]
  - Legend NBA (1964)[14]
- Wybrany do:
  - I składu BAA/NBA (1949–1950)[15]
  - II składu NBA (1952, 1954)[15]
  - Koszykarskiej Galerii Sław (Naismith Memorial Basketball Hall Of Fame - 1978)[6]
- Lider play-off BAA w średniej asyst (1949)[16]